# How to Be Very, Very Popular
How to Be Very, Very Popular (no Brasil: Como Usar as Curvas), também conhecido como Slip It Off, é um filme de comédia musical estadunidense de 1955, dirigido por Nunnally Johnson. O roteiro foi adaptado da peça teatral She Loves Me Not, de Howard Lindsay, que por sua vez se baseia no romance homônimo de Edward Hope e na peça Sleep It Off, de Lyford Moore e Harlan Thompson.
O filme é estrelado por Betty Grable, em seu último papel no cinema.

## Sinopse
Curly Flagg e Stormy Tornado são duas dançarinas de um cabaré de São Francisco que testemunham o assassinato de uma de suas colegas e podem identificar o assassino. Na esperança de escapar do assassino, as meninas se escondem em uma pequena cidade universitária, onde imediatamente conquistam os corações dos garotos da faculdade.

## Elenco
- Betty Grable ... Stormy Tornado
- Sheree North ... Curly Flagg
- Robert Cummings ... Fillmore 'Wedge' Wedgewood
- Charles Coburn ... Doutor Tweed
- Tommy Noonan ... Eddie Jones
- Orson Bean ... Toby Marshall
- Fred Clark ... B.J. Marshall
- Charlotte Austin ... Midge
- Alice Pearce ... Senhorita 'Syl' Sylvester
- Rhys Williams ... Cedric Flagg
- Andrew Tombes ... Sargento da Polícia Moon
- Noel Toy ... Cherry Blossom Wang
- Emory Parnell ... Chefe de Polícia
- Harry Carter ... Motorista do ônibus
- Jesslyn Fax ... Professora de música
- Jack Mather ... Detetive da Polícia
- Mike Lally ... Detetive da Polícia
- Milton Parsons ... Senhor X - Barbeiro calvo
- Harry Seymour ... Professor
- Jean Walters ... Telefonista
- Gary Thorne ... Estudante
- Barry Coe ... Estudante
- Conrad Feia ... Estudante
- Janice Carroll ... Dançarina
- Joan Holcombe ... Dançarina
- Iona McKenzie ... Dançarina

## Produção
O título provisório do filme foi Sleep It Off. O escritor, diretor e produtor Nunnally Johnson queria que Betty Grable e Marilyn Monroe estrelassem juntas, assim como em How to Marry a Millionaire (1953). No entanto, Monroe recusou o papel e foi suspensa pela 20th Century-Fox. Johnson havia escrito o papel de Curly Flagg especificamente para ela.
O filme também marcou a estreia no cinema do comediante Orson Bean e o primeiro papel de Sheree North. O ator Archer MacDonald havia sido originalmente escalado para o papel de Eddie Jones, mas foi obrigado a abandonar a produção devido a problemas de saúde. Como resultado, algumas cenas entre ele e Sheree North tiveram que ser refeitas. MacDonald acabou sendo substituído por Tommy Noonan.
Uma das canções incluídas no filme, "Shake, Rattle and Roll", escrita em 1954 por Ken Darby e Lionel Newman, foi uma das mais populares canções de rock and roll da década de 1950.

## Recepção da crítica
Em sua crítica, o New York Times aponta que o filme exagera em seu título e sofre com uma trama confusa e diálogos invertidos. A história, que envolve duas coristas se escondendo de um assassino em uma casa de fraternidade universitária, falta em conteúdo inventivo e desenvolve uma comédia pouco convincente. Apesar de algumas piadas e travessuras cômicas, elas se esgotam rapidamente, e o filme perde seu ritmo. Nunnally Johnson, que é produtor, diretor e roteirista, escolheu uma boa base de material, mas a adaptação falha em criar uma narrativa mais substancial. O filme gera algumas risadas, mas não chega a ser hilário, e embora os protagonistas sejam energéticos e visualmente agradáveis, eles não são intelectualmente profundos. As atuações de Sheree North e Betty Grable, especialmente durante cenas de "bump" e "grind", são destacadas, mas o filme é mais uma diversão leve do que uma comédia memorável. A crítica também menciona a atuação de Charles Coburn como um presidente de faculdade irreverente e a participação de outros atores, mas, no geral, o filme é visto como uma comédia superficial e descompromissada.